# 名古屋市立あずま中学校
名古屋市立あずま中学校（なごやしりつ あずまちゅうがっこう）は、愛知県名古屋市東区筒井一丁目にある公立中学校である。

## 概要
名古屋市立あずま中学校としてのスタートは1948年（昭和23年）9月30日の桜丘中学校・東中学校の統合時とされている（詳細は沿革参照）。名古屋市東区のJR中央本線より西側の区域のうち南東部を学区とする公立中学校であり、名古屋市立葵小学校・名古屋市立筒井小学校の2校を卒業した児童が進学する。英文での表記は「Azuma Lower Secondary School」であり、同校の校章は英文での頭文字4文字を組み合わせたデザインとなっている。

## 沿革

### 経緯

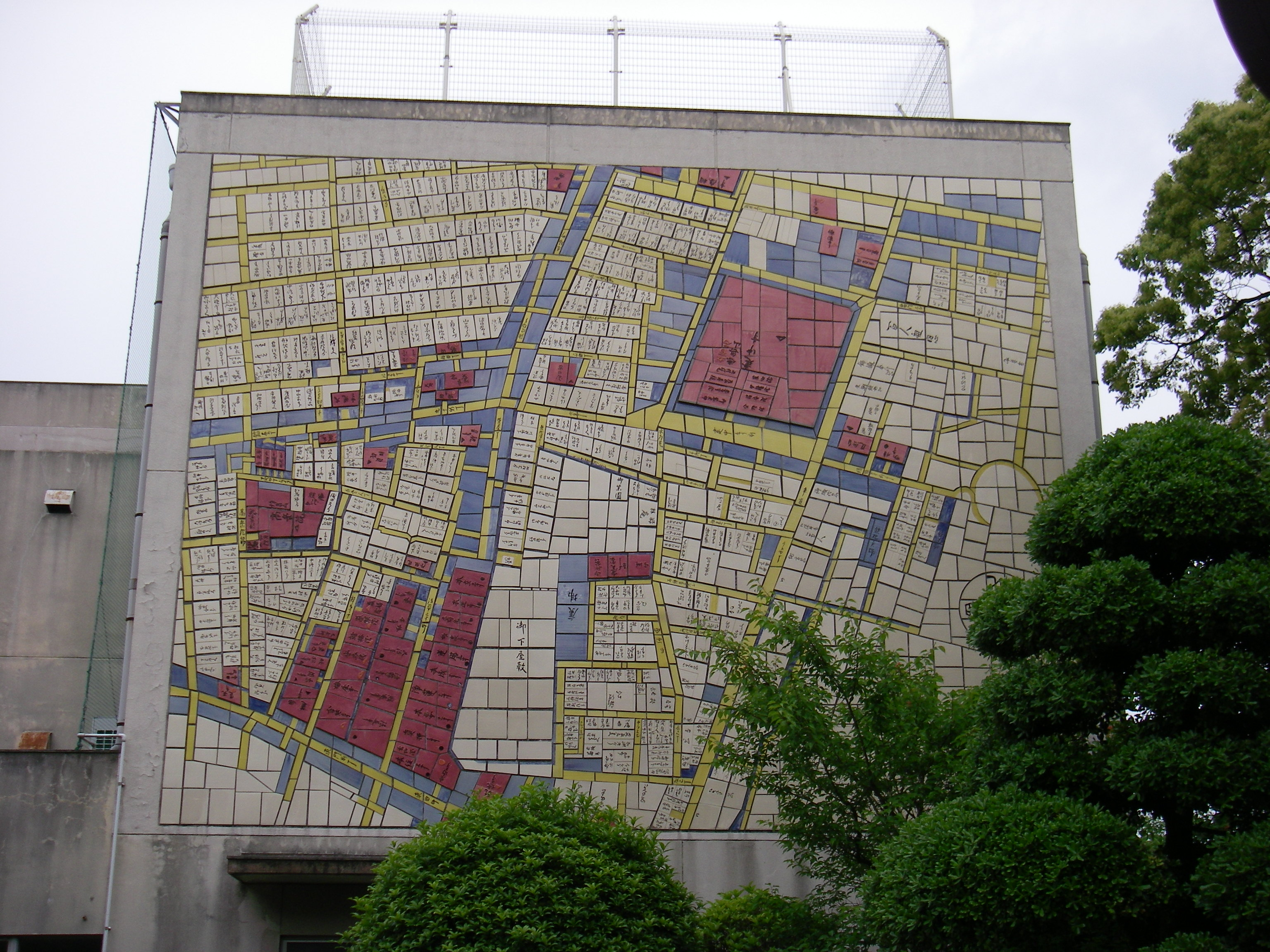
陶壁画『江戸時代のわたしたちの町』
本館校舎西壁面　1986年完成（2012年5月）

名古屋市立あずま中学校としての創立は1948年9月30日であるが、学制改革による新制中学校としてのスタートはそれに先立つ1947年4月の名古屋市立桜丘中学校の開校に遡る。新制中学校であり太平洋戦争以前からの母体となる学校がなく、校舎についても近隣の小学校などの校舎を間借りする中でのスタートであった。その後、学区内建中寺境内の墓地の移転により現校地が確保され、1953年9月に最初の校舎が竣工したのを初めとして次々と校舎が増築された。1962年の体育館兼講堂、1965年のプールの完成により校内の設備は一通り整備された形となったが、昭和50年代には既存校舎の改築工事が始まり、昭和末期まで継続して行われた。
校章はあずま中学校の英文表記である「Azuma Lower Secondary School」の頭文字A・L・S・Sの4文字を組み合わせたものとなっている、通称「アルスの校章」である（具体的なデザインについてはあずま中学校公式サイト等を参照）。これは生徒に対する「国際化社会でたくましく生きてほしい」との願いがこめられたものである。また校歌は高木市之助作詞、信時潔作曲であるが、作詞者・作曲者とも名古屋市立葵小学校校歌と同一である。

### 年表
- 1947年 - 学制改革により新制中学校として名古屋市立桜丘中学校が開校する。
- 1948年 - 4月、桜丘中学校から名古屋市立東中学校を分離する。9月、桜丘中学校と東中学校の統合により名古屋市立あずま中学校が創立する。
- 1952年 - 桜丘中学校を分離する。
- 1953年 - 9月、現校地に最初の校舎が竣工する。以後現校地に順次校舎が増築される。
- 1960年 - 特殊学級開設。
- 1961年 - 新校歌制定。翌年4月の新年度から使用される。
- 1962年 - 体育館兼講堂（現格技場）完成。
- 1965年 - プール完成。
- 1982年 - 「ふれあいの庭」・シンボル陶板「東方から」完成。
- 1984年 - 新体育館完成。
- 1986年 - 本館校舎西壁面に陶壁画『江戸時代のわたしたちの町』完成。
- 1987年 - 壁画前に「洗心庭園」完成。
- 1992年 - 文部省「社会の変化に対応した学校運営等に関する研究調査」協力校となる。（翌1993年度まで）
- 1997年 - スクールランチ開始。
- 2005年 - 校地内の散策路「あずまの小道」完成。
- 2020年 - プレハブ建設

## 教育方針
教育目標として「日本国民として必要な基礎的知識を習得させ、あわせて地域社会を愛し、国際社会にはばたく人間性豊かな青少年の育成をめざす。」を掲げる。
校訓としては、以下の3つが掲げられている。
- 自主

きまりある生活の習慣をつくり、正しい言語活動を心掛け、日常生活の基本的行動様式を確立する。
- 創造

基礎・基本となる学習を元に、新しい感動や体験を通して、自己開発を進める。
- 友愛

生徒相互の好ましい人間関係を求め、学校生活を充実させる。
記述に当たっては『創立60周年記念学校要覧』他を参照した。

## 生徒数
あずま中学校公式サイトの「学校の概要」の記載から抜粋。（令和2年4月13日現在）
| 学年 | 1年 | 2年 | 3年 | 特別 | 合計 |
| ---- | --- | --- | --- | ---- | ---- |
| 学級 | 3   | 2   | 2   | 2    | 9    |
| 生徒 | 76  | 76  | 70  | ９   | 231  |

教職員数は、校長以下教諭・学校事務職員・業務士などを合わせて計28名である。

## 学校行事など
あずま中学校公式サイトの「学校の概要」「生徒の活動」「部活動」からそれぞれ抜粋。

### 学校行事
2012年度（平成24年度）の行事予定である。
| - 4月 入学式・始業式・対面式 - 5月 修学旅行（3年）、校外学習（1・2年）、中間テスト - 6月 読書週間、期末テスト - 7月 球技大会、終業式 - 8月 稲武野外学習（2年） | - 9月 始業式、体育大会 - 10月 中間テスト、読書週間、裁判所見学（3年） - 11月 合唱コンクール、作品展、期末テスト - 12月 終業式 | - 1月 始業式 - 2月 小学生スクールランチ体験、学年末テスト - 3月 卒業生を送る会、卒業式・修了式 |

### 生徒会活動
- 執行委員会

生徒会役員（会長1名・副会長1名・書記2名・会計1名）と以下の各委員会委員長を構成メンバーとする。
- その他の委員会

生活・広報・体育・保健・図書・美化の6委員会が設置されている。

### 部活動
- 運動系部活動
  - 野球部（男子）
  - バスケット部（男子・女子）
  - 卓球部（女子）
  - ラグビー部（男子）
  - ソフトテニス部（女子）
- 文化系部活動
  - 音楽部（男子・女子）

## 通学区域
- 名古屋市東区
  - 葵一丁目・二丁目・三丁目、筒井一丁目・二丁目・三丁目、車道町、黒門町、筒井町、豊前町、百人町の全部
  - 泉三丁目、東桜二丁目、代官町のそれぞれ一部

名古屋市では公立学校選択制が導入されていないことから、対応する公立小学校の学区を併せたものが中学校区となる。あずま中学校区を構成する小学校区は、名古屋市立葵小学校区と名古屋市立筒井小学校区である。当学区は大部分が住居表示が実施された地域であるが、一部筒井小学校区内地域については住居表示未実施地域が残っている。
2010年（平成22年）国勢調査によると、学区の面積は1.571km2、世帯数は9152世帯、人口は16023人である。
学区内は基本的には住宅地としての色彩が強く、再開発により建設されたマンション等も多数みられる。南部の葵小学校区では名古屋市の幹線道路である桜通・錦通沿いを中心に商業施設や事業所も見られる。葵小学校区は太平洋戦争時には空襲による被害を多く受けた地域でもある。一方で、北部の筒井小学校区内は江戸時代尾張藩の頃から主に下級武士が居住していた地域であり、太平洋戦争時の空襲の被害をあまり受けなかった反面、再開発実施の機会を逸した側面もある。
あずま中学校の校地は学区内においては最も北側に位置する形となっているため、特に中学校区南側の葵小学校区から通学する生徒にとっては通学距離は長くなる。
※記述にあたっては、『名古屋の町（大字）・丁目別人口（平成22年国勢調査）』行政区別統計表を参照した。

### 進学前小学校
あずま中学校には以下の2小学校を卒業した児童が生徒として進学する。
- 名古屋市立葵小学校
- 名古屋市立筒井小学校

### 学区内の主な施設
カッコ内は学区内における所在地区名である。
- 建中寺（筒井一丁目）

尾張徳川家の菩提寺である。あずま中学校の校地はかつては建中寺境内の墓所であった。
- 東区役所（筒井一丁目）
- 東警察署（筒井一丁目）
- 東消防署（筒井一丁目）
- 愛知大学車道キャンパス（筒井二丁目）

1950年に開校、2004年に現在の高層ビル校舎となる。
- 名古屋文化短期大学（葵一丁目）

1950年の山田家政短期大学開校から2度の改称を経て現在に至っている。
- 名古屋市立中央看護専門学校（葵一丁目）
- 名古屋市芸術創造センター（葵一丁目）
- 東生涯学習センター（葵一丁目）

名古屋市芸術創造センター・東生涯学習センターは名古屋法務局の移転跡地に建設された。
- カトリック布池教会（葵一丁目）

愛知・岐阜・富山・石川・福井の5県のカトリック教会を管轄するカトリック名古屋教区の司教座聖堂である。
- 永平寺名古屋別院（代官町）

福井県にある曹洞宗総本山永平寺の別院である。
- 式内物部神社（筒井三丁目）

神社の創建は垂仁天皇代（第11代天皇、在位紀元前29年 - 紀元70年）とされている。元禄期に尾張藩第3代藩主徳川綱誠が荒廃した社殿の修復を行った。
- 住友生命千種ニュータワービル（葵三丁目）

千種駅前の東邦高等学校移転跡地の再開発により建設された超高層ビルである（地上高85.6m）。2024年現在は取り壊しが進んでいる。
- マザックアートプラザ（葵一丁目）
  - ヤマザキマザック美術館

2010年2月完成。住友生命千種ニュータワービルを抜き、学区内で最も高い超高層ビルである（地上高99.85m）。

## 交通
- 名古屋市営地下鉄桜通線車道駅より約1500ｍ
- 名古屋市営バス 「東区役所」停より約100ｍ、「山口町」停より約400ｍ